# BWF Super Series Finale 2013
Das BWF Super Series Finale 2013 war das abschließende Turnier der BWF Super Series 2013 im Badminton. Es fand vom 11. bis zum 15. Dezember 2013 in Kuala Lumpur statt. Das Preisgeld betrug 500.000 US-Dollar.

## Herreneinzel

### Setzliste
1. Lee Chong Wei
2. Kenichi Tago
3. Jan Ø. Jørgensen
4. Tommy Sugiarto
5. Boonsak Ponsana
6. Sony Dwi Kuncoro
7. Wang Zhengming
8. Hu Yun

### Ersatz
1. Takuma Ueda
2. Tanongsak Saensomboonsuk

### Gruppe A
| Name             | Pts | Pld | W | L | SF | SA | PF  | PA  |
| ---------------- | --- | --- | - | - | -- | -- | --- | --- |
| Lee Chong Wei    | 3   | 3   | 3 | 0 | 6  | 0  | 131 | 85  |
| Jan Ø. Jørgensen | 2   | 3   | 2 | 1 | 4  | 3  | 140 | 117 |
| Boonsak Ponsana  | 1   | 3   | 1 | 2 | 3  | 4  | 107 | 130 |
| Wang Zhengming   | 0   | 3   | 0 | 3 | 0  | 6  | 80  | 126 |

| Datum             |                  | Ergebnis |                  | 1. Satz | 2. Satz | 3. Satz |
| ----------------- | ---------------- | -------- | ---------------- | ------- | ------- | ------- |
| 11. Dezember 2013 | Jan Ø. Jørgensen | 2-1      | Boonsak Ponsana  | 21-19   | 13-21   | 21-11   |
| 11. Dezember 2013 | Lee Chong Wei    | 2-0      | Wang Zhengming   | 21-10   | 21-18   |         |
| 12. Dezember 2013 | Jan Ø. Jørgensen | 2-0      | Wang Zhengming   | 21-9    | 21-10   |         |
| 12. Dezember 2013 | Lee Chong Wei    | 2-0      | Boonsak Ponsana  | 21-6    | 21-8    |         |
| 13. Dezember 2013 | Lee Chong Wei    | 2-0      | Jan Ø. Jørgensen | 23-21   | 24-22   |         |
| 13. Dezember 2013 | Boonsak Ponsana  | 2-0      | Wang Zhengming   | 21-18   | 21-15   |         |

### Gruppe B
| Name             | Pts | Pld | W | L | SF | SA | PF  | PA  |
| ---------------- | --- | --- | - | - | -- | -- | --- | --- |
| Tommy Sugiarto   | 2   | 2   | 2 | 0 | 4  | 1  | 104 | 80  |
| Kenichi Tago     | 1   | 2   | 1 | 1 | 3  | 3  | 120 | 123 |
| Hu Yun           | 0   | 2   | 0 | 2 | 1  | 4  | 86  | 107 |
| Sony Dwi Kuncoro | 0   | 0   | 0 | 0 | 0  | 0  | 0   | 0   |

| Datum             |                  | Ergebnis |                  | 1. Satz | 2. Satz | 3. Satz |
| ----------------- | ---------------- | -------- | ---------------- | ------- | ------- | ------- |
| 11. Dezember 2013 | Tommy Sugiarto   | 0-2      | Sony Dwi Kuncoro | 19-21   | 10-21   |         |
| 11. Dezember 2013 | Kenichi Tago     | 2-1      | Hu Yun           | 20-22   | 24-22   | 21-17   |
| 12. Dezember 2013 | Tommy Sugiarto   | 2-0      | Hu Yun           | 21-9    | 21-16   |         |
| 12. Dezember 2013 | Kenichi Tago     | 2-1      | Sony Dwi Kuncoro | 12-21   | 21-19   | 21-17   |
| 13. Dezember 2013 | Kenichi Tago     | 1-2      | Tommy Sugiarto   | 14-21   | 22-20   | 19-21   |
| 13. Dezember 2013 | Sony Dwi Kuncoro | w/o      | Hu Yun           |         |         |         |

### Endrunde
|  | Halbfinale | Halbfinale       | Halbfinale | Halbfinale | Halbfinale |  |  | Finale | Finale         | Finale | Finale | Finale |
|  |            |                  |            |            |            |  |  |        |                |        |        |        |
|  |            |                  |            |            |            |  |  |        |                |        |        |        |
|  | 1          | Lee Chong Wei    | 21         | 21         |            |  |  |        |                |        |        |        |
|  | 3          | Jan Ø. Jørgensen | 14         | 16         |            |  |  |        |                |        |        |        |
|  |            |                  |            |            |            |  |  | 1      | Lee Chong Wei  | 21     | 21     |        |
|  |            |                  |            |            |            |  |  | 4      | Tommy Sugiarto | 10     | 12     |        |
|  | 2          | Kenichi Tago     | 14         | 21         | 5          |  |  |        |                |        |        |        |
|  | 4          | Tommy Sugiarto   | 21         | 19         | 21         |  |  |        |                |        |        |        |
|  |            |                  |            |            |            |  |  |        |                |        |        |        |

## Dameneinzel

### Setzliste
1. Wang Shixian
2. Saina Nehwal
3. Bae Yeon-ju
4. Porntip Buranaprasertsuk
5. Li Xuerui
6. Minatsu Mitani
7. Sung Ji-hyun
8. Tai Tzu-ying

### Ersatz
1. Eriko Hirose
2. Juliane Schenk

### Gruppe A
| Name                     | Pts | Pld | W | L | SF | SA | PF  | PA  |
| ------------------------ | --- | --- | - | - | -- | -- | --- | --- |
| Wang Shixian             | 3   | 3   | 3 | 0 | 6  | 0  | 129 | 100 |
| Tai Tzu-ying             | 2   | 2   | 0 | 1 | 4  | 3  | 131 | 128 |
| Sung Ji-hyun             | 1   | 1   | 1 | 0 | 3  | 5  | 125 | 150 |
| Porntip Buranaprasertsuk | 0   | 2   | 1 | 1 | 1  | 6  | 128 | 135 |

| Datum             |                          | Ergebnis |                          | 1. Satz | 2. Satz | 3. Satz |
| ----------------- | ------------------------ | -------- | ------------------------ | ------- | ------- | ------- |
| 11. Dezember 2013 | Porntip Buranaprasertsuk | 1-2      | Sung Ji-hyun             | 19-21   | 21-8    | 16-21   |
| 11. Dezember 2013 | Wang Shixian             | 2-0      | Tai Tzu-ying             | 21-16   | 23-21   |         |
| 12. Dezember 2013 | Porntip Buranaprasertsuk | 0-2      | Tai Tzu-ying             | 19-21   | 17-21   |         |
| 12. Dezember 2013 | Wang Shixian             | 2-0      | Sung Ji-hyun             | 21-12   | 21-15   |         |
| 13. Dezember 2013 | Wang Shixian             | 2-0      | Porntip Buranaprasertsuk | 21-16   | 22-20   |         |
| 13. Dezember 2013 | Sung Ji-hyun             | 1-2      | Tai Tzu-ying             | 21-10   | 12-21   | 21-12   |

### Gruppe B
| Name           | Pts | Pld | W | L | SF | SA | PF  | PA  |
| -------------- | --- | --- | - | - | -- | -- | --- | --- |
| Li Xuerui      | 3   | 3   | 3 | 0 | 6  | 0  | 126 | 64  |
| Bae Yeon-ju    | 1   | 3   | 1 | 2 | 3  | 4  | 103 | 129 |
| Saina Nehwal   | 1   | 3   | 1 | 2 | 3  | 5  | 144 | 151 |
| Minatsu Mitani | 1   | 3   | 1 | 2 | 2  | 5  | 117 | 146 |

| Datum             |              | Ergebnis |                | 1. Satz | 2. Satz | 3. Satz |
| ----------------- | ------------ | -------- | -------------- | ------- | ------- | ------- |
| 11. Dezember 2013 | Bae Yeon-ju  | 0-2      | Li Xuerui      | 9-21    | 7-21    |         |
| 11. Dezember 2013 | Saina Nehwal | 1-2      | Minatsu Mitani | 21-19   | 22-24   | 19-21   |
| 12. Dezember 2013 | Bae Yeon-ju  | 2-0      | Minatsu Mitani | 21-10   | 21-18   |         |
| 12. Dezember 2013 | Saina Nehwal | 0-2      | Li Xuerui      | 9-21    | 14-21   |         |
| 13. Dezember 2013 | Saina Nehwal | 1-2      | Bae Yeon-ju    | 21-11   | 17-21   | 21-13   |
| 13. Dezember 2013 | Li Xuerui    | 2-0      | Minatsu Mitani | 21-11   | 21-14   |         |

### Endrunde
|  | Halbfinale | Halbfinale   | Halbfinale | Halbfinale | Halbfinale |  |  | Finale | Finale       | Finale | Finale | Finale |
|  |            |              |            |            |            |  |  |        |              |        |        |        |
|  |            |              |            |            |            |  |  |        |              |        |        |        |
|  | 1          | Wang Shixian | 21         | 19         | 20         |  |  |        |              |        |        |        |
|  |            | Tai Tzu-ying | 15         | 21         | 22         |  |  |        |              |        |        |        |
|  |            |              |            |            |            |  |  |        | Tai Tzu-ying | 8      | 14     |        |
|  |            |              |            |            |            |  |  |        | Li Xuerui    | 21     | 21     |        |
|  | 3          | Bae Yeon-ju  | 15         | 9          |            |  |  |        |              |        |        |        |
|  |            | Li Xuerui    | 21         | 21         |            |  |  |        |              |        |        |        |
|  |            |              |            |            |            |  |  |        |              |        |        |        |

## Herrendoppel

### Setzliste
1. Mohammad Ahsan / Hendra Setiawan
2. Hiroyuki Endo / Kenichi Hayakawa
3. Liu Xiaolong / Qiu Zihan
4. Ko Sung-hyun / Lee Yong-dae
5. Hirokatsu Hashimoto / Noriyasu Hirata
6. Kim Gi-jung / Kim Sa-rang
7. Mathias Boe / Carsten Mogensen
8. Koo Kien Keat / Tan Boon Heong

### Ersatz
1. Hoon Thien How / Tan Wee Kiong
2. Chris Adcock / Andrew Ellis

### Gruppe A
| Name                           | Pts | Pld | W | L | SF | SA | PF  | PA  |
| ------------------------------ | --- | --- | - | - | -- | -- | --- | --- |
| Mohammad Ahsan Hendra Setiawan | 2   | 3   | 2 | 1 | 5  | 2  | 131 | 120 |
| Kim Gi-jung Kim Sa-rang        | 2   | 3   | 2 | 1 | 4  | 3  | 137 | 141 |
| Koo Kien Keat Tan Boon Heong   | 1   | 3   | 1 | 2 | 2  | 5  | 128 | 134 |
| Liu Xiaolong Qiu Zihan         | 1   | 3   | 1 | 2 | 4  | 5  | 162 | 163 |

| Datum             |                                | Ergebnis |                              | 1. Satz | 2. Satz | 3. Satz |
| ----------------- | ------------------------------ | -------- | ---------------------------- | ------- | ------- | ------- |
| 11. Dezember 2013 | Liu Xiaolong Qiu Zihan         | 1-2      | Kim Gi-jung Kim Sa-rang      | 21-23   | 21-13   | 18-21   |
| 11. Dezember 2013 | Mohammad Ahsan Hendra Setiawan | 2-0      | Koo Kien Keat Tan Boon Heong | 21-17   | 21-13   |         |
| 12. Dezember 2013 | Liu Xiaolong Qiu Zihan         | 1-2      | Koo Kien Keat Tan Boon Heong | 21-18   | 15-21   | 13-21   |
| 12. Dezember 2013 | Mohammad Ahsan Hendra Setiawan | 2-0      | Kim Gi-jung Kim Sa-rang      | 21-17   | 22-20   |         |
| 13. Dezember 2013 | Mohammad Ahsan Hendra Setiawan | 1-2      | Liu Xiaolong Qiu Zihan       | 13-21   | 21-11   | 12-21   |
| 13. Dezember 2013 | Kim Gi-jung Kim Sa-rang        | 2-0      | Koo Kien Keat Tan Boon Heong | 21-18   | 22-20   |         |

### Gruppe B
| Name                                | Pts | Pld | W | L | SF | SA | PF | PA |
| ----------------------------------- | --- | --- | - | - | -- | -- | -- | -- |
| Ko Sung-hyun Lee Yong-dae           | 1   | 2   | 1 | 1 | 2  | 2  | 77 | 72 |
| Mathias Boe Carsten Mogensen        | 1   | 2   | 1 | 1 | 2  | 2  | 75 | 77 |
| Hiroyuki Endo Kenichi Hayakawa      | 1   | 2   | 1 | 1 | 2  | 2  | 72 | 75 |
| Hirokatsu Hashimoto Noriyasu Hirata | 0   | 0   | 0 | 0 | 0  | 0  | 0  | 0  |

| Datum        |                                     | Ergebnis |                                     | 1. Satz | 2. Satz | 3. Satz |
| ------------ | ----------------------------------- | -------- | ----------------------------------- | ------- | ------- | ------- |
|              | Hirokatsu Hashimoto Noriyasu Hirata | w/o      | Mathias Boe Carsten Mogensen        |         |         |         |
| 11. Dezember | Hiroyuki Endo Kenichi Hayakawa      | 2-1      | Hirokatsu Hashimoto Noriyasu Hirata | 19-21   | 21-19   | 21-12   |
| 11. Dezember | Ko Sung-hyun Lee Yong-dae           | 0-2      | Mathias Boe Carsten Mogensen        | 16-21   | 19-21   |         |
| 12. Dezember | Ko Sung-hyun Lee Yong-dae           | w/o      | Hirokatsu Hashimoto Noriyasu Hirata |         |         |         |
| 12. Dezember | Hiroyuki Endo Kenichi Hayakawa      | 2-0      | Mathias Boe Carsten Mogensen        | 21-18   | 21-15   |         |
| 13. Dezember | Hiroyuki Endo Kenichi Hayakawa      | 0-2      | Ko Sung-hyun Lee Yong-dae           | 13-21   | 17-21   |         |

### Endrunde
|  | Halbfinale | Halbfinale                     | Halbfinale | Halbfinale | Halbfinale |  |  | Finale | Finale                         | Finale | Finale | Finale |
|  |            |                                |            |            |            |  |  |        |                                |        |        |        |
|  |            |                                |            |            |            |  |  |        |                                |        |        |        |
|  | 1          | Mohammad Ahsan Hendra Setiawan | 21         | 21         |            |  |  |        |                                |        |        |        |
|  |            | Mathias Boe Carsten Mogensen   | 18         | 18         |            |  |  |        |                                |        |        |        |
|  |            |                                |            |            |            |  |  | 1      | Mohammad Ahsan Hendra Setiawan | 21     | 21     |        |
|  |            |                                |            |            |            |  |  |        | Kim Gi-jung Kim Sa-rang        | 14     | 16     |        |
|  |            | Kim Gi-jung Kim Sa-rang        | 21         | 19         | 21         |  |  |        |                                |        |        |        |
|  | 4          | Ko Sung-hyun Lee Yong-dae      | 14         | 21         | 16         |  |  |        |                                |        |        |        |
|  |            |                                |            |            |            |  |  |        |                                |        |        |        |

## Damendoppel

### Setzliste
1. Misaki Matsutomo / Ayaka Takahashi
2. Wang Xiaoli / Yu Yang
3. Christinna Pedersen / Kamilla Rytter Juhl
4. Ma Jin / Tang Jinhua
5. Pia Zebadiah / Rizki Amelia Pradipta
6. Duanganong Aroonkesorn / Kunchala Voravichitchaikul
7. Reika Kakiiwa / Miyuki Maeda
8. Chang Ye-na / Kim So-young

### Ersatz
1. Poon Lok Yan / Tse Ying Suet
2. Variella Aprilsasi Putri Lejarsari / Vita Marissa

### Gruppe A
| Name                               | Pts | Pld | W | L | SF | SA | PF  | PA  |
| ---------------------------------- | --- | --- | - | - | -- | -- | --- | --- |
| Ma Jin Tang Jinhua                 | 3   | 3   | 3 | 0 | 6  | 1  | 142 | 106 |
| Chang Ye-na Kim So-young           | 2   | 3   | 2 | 1 | 5  | 2  | 143 | 128 |
| Misaki Matsutomo Ayaka Takahashi   | 1   | 3   | 1 | 2 | 2  | 5  | 126 | 134 |
| Pia Zebadiah Rizki Amelia Pradipta | 0   | 3   | 0 | 3 | 1  | 6  | 102 | 145 |

| Datum             |                                    | Ergebnis |                                    | 1. Satz | 2. Satz | 3. Satz |
| ----------------- | ---------------------------------- | -------- | ---------------------------------- | ------- | ------- | ------- |
| 11. Dezember 2013 | Ma Jin Tang Jinhua                 | 2-0      | Pia Zebadiah Rizki Amelia Pradipta | 21-3    | 22-20   |         |
| 11. Dezember 2013 | Misaki Matsutomo Ayaka Takahashi   | 0-2      | Chang Ye-na Kim So-young           | 22-24   | 17-21   |         |
| 12. Dezember 2013 | Ma Jin Tang Jinhua                 | 2-1      | Chang Ye-na Kim So-young           | 24-22   | 12-21   | 21-13   |
| 12. Dezember 2013 | Misaki Matsutomo Ayaka Takahashi   | 2-1      | Pia Zebadiah Rizki Amelia Pradipta | 21-11   | 18-21   | 21-15   |
| 13. Dezember 2013 | Misaki Matsutomo Ayaka Takahashi   | 0-2      | Ma Jin Tang Jinhua                 | 12-21   | 15-21   |         |
| 13. Dezember 2013 | Pia Zebadiah Rizki Amelia Pradipta | 0-2      | Chang Ye-na Kim So-young           | 16-21   | 16-21   |         |

### Gruppe B
| Name                                              | Pts | Pld | W | L | SF | SA | PF  | PA  |
| ------------------------------------------------- | --- | --- | - | - | -- | -- | --- | --- |
| Christinna Pedersen Kamilla Rytter Juhl           | 3   | 3   | 3 | 0 | 6  | 2  | 161 | 133 |
| Wang Xiaoli Yu Yang                               | 2   | 3   | 2 | 1 | 5  | 2  | 133 | 122 |
| Reika Kakiiwa Miyuki Maeda                        | 1   | 3   | 1 | 2 | 3  | 5  | 141 | 157 |
| Duanganong Aroonkesorn Kunchala Voravichitchaikul | 0   | 3   | 0 | 3 | 1  | 6  | 119 | 142 |

| Datum             |                                                   | Ergebnis |                                                   | 1. Satz | 2. Satz | 3. Satz |
| ----------------- | ------------------------------------------------- | -------- | ------------------------------------------------- | ------- | ------- | ------- |
| 11. Dezember 2013 | Christinna Pedersen Kamilla Rytter Juhl           | 2-0      | Duanganong Aroonkesorn Kunchala Voravichitchaikul | 21-16   | 21-17   |         |
| 11. Dezember 2013 | Wang Xiaoli Yu Yang                               | 2-0      | Reika Kakiiwa Miyuki Maeda                        | 23-21   | 21-9    |         |
| 12. Dezember 2013 | Christinna Pedersen Kamilla Rytter Juhl           | 2-1      | Reika Kakiiwa Miyuki Maeda                        | 19-21   | 21-16   | 21-16   |
| 12. Dezember 2013 | Wang Xiaoli Yu Yang                               | 2-0      | Duanganong Aroonkesorn Kunchala Voravichitchaikul | 21-17   | 21-17   |         |
| 13. Dezember 2013 | Wang Xiaoli Yu Yang                               | 1-2      | Christinna Pedersen Kamilla Rytter Juhl           | 11-21   | 21-16   | 15-21   |
| 13. Dezember 2013 | Duanganong Aroonkesorn Kunchala Voravichitchaikul | 1-2      | Reika Kakiiwa Miyuki Maeda                        | 19-21   | 21-16   | 12-21   |

### Endrunde
|  | Halbfinale | Halbfinale                              | Halbfinale | Halbfinale | Halbfinale |  |  | Finale | Finale                                  | Finale | Finale | Finale |
|  |            |                                         |            |            |            |  |  |        |                                         |        |        |        |
|  |            |                                         |            |            |            |  |  |        |                                         |        |        |        |
|  | 4          | Ma Jin Tang Jinhua                      | w/o        |            |            |  |  |        |                                         |        |        |        |
|  | 2          | Wang Xiaoli Yu Yang                     |            |            |            |  |  |        |                                         |        |        |        |
|  |            |                                         |            |            |            |  |  | 4      | Ma Jin Tang Jinhua                      | 19     | 12     |        |
|  |            |                                         |            |            |            |  |  | 3      | Christinna Pedersen Kamilla Rytter Juhl | 21     | 21     |        |
|  |            | Chang Ye-na Kim So-young                | 12         | 18         |            |  |  |        |                                         |        |        |        |
|  | 3          | Christinna Pedersen Kamilla Rytter Juhl | 21         | 21         |            |  |  |        |                                         |        |        |        |
|  |            |                                         |            |            |            |  |  |        |                                         |        |        |        |

## Mixed

### Setzliste
1. Zhang Nan / Zhao Yunlei
2. Tontowi Ahmad / Liliyana Natsir
3. Chris Adcock / Gabrielle Adcock
4. Joachim Fischer Nielsen / Christinna Pedersen
5. Xu Chen / Ma Jin
6. Chan Peng Soon / Goh Liu Ying
7. Markis Kido / Pia Zebadiah
8. Sudket Prapakamol / Saralee Thungthongkam

### Ersatz
1. Kenichi Hayakawa / Misaki Matsutomo
2. Hirokatsu Hashimoto / Miyuki Maeda

### Gruppe A
| Name                          | Pts | Pld | W | L | SF | SA | PF  | PA  |
| ----------------------------- | --- | --- | - | - | -- | -- | --- | --- |
| Zhang Nan Zhao Yunlei         | 3   | 3   | 3 | 0 | 6  | 0  | 126 | 78  |
| Chan Peng Soon Goh Liu Ying   | 2   | 3   | 2 | 1 | 4  | 3  | 129 | 133 |
| Chris Adcock Gabrielle Adcock | 1   | 3   | 1 | 2 | 3  | 4  | 128 | 128 |
| Markis Kido Pia Zebadiah      | 0   | 3   | 0 | 3 | 0  | 6  | 82  | 126 |

| Datum             |                               | Ergebnis |                               | 1. Satz | 2. Satz | 3. Satz |
| ----------------- | ----------------------------- | -------- | ----------------------------- | ------- | ------- | ------- |
| 11. Dezember 2013 | Chris Adcock Gabrielle Adcock | 1-2      | Chan Peng Soon Goh Liu Ying   | 21-16   | 14-21   | 19-21   |
| 11. Dezember 2013 | Zhang Nan Zhao Yunlei         | 2-0      | Markis Kido Pia Zebadiah      | 21-9    | 21-8    |         |
| 12. Dezember 2013 | Chris Adcock Gabrielle Adcock | 2-0      | Markis Kido Pia Zebadiah      | 21-10   | 21-18   |         |
| 12. Dezember 2013 | Zhang Nan Zhao Yunlei         | 2-0      | Chan Peng Soon Goh Liu Ying   | 21-17   | 21-12   |         |
| 13. Dezember 2013 | Zhang Nan Zhao Yunlei         | 2-0      | Chris Adcock Gabrielle Adcock | 21-15   | 21-17   |         |
| 13. Dezember 2013 | Chan Peng Soon Goh Liu Ying   | 2-0      | Markis Kido Pia Zebadiah      | 21-18   | 21-19   |         |

### Gruppe B
| Name                                        | Pts | Pld | W | L | SF | SA | PF  | PA  |
| ------------------------------------------- | --- | --- | - | - | -- | -- | --- | --- |
| Joachim Fischer Nielsen Christinna Pedersen | 3   | 3   | 3 | 0 | 6  | 0  | 127 | 85  |
| Xu Chen Ma Jin                              | 2   | 3   | 2 | 1 | 4  | 2  | 117 | 99  |
| Sudket Prapakamol Saralee Thungthongkam     | 1   | 3   | 1 | 2 | 2  | 5  | 98  | 145 |
| Tontowi Ahmad Liliyana Natsir               | 0   | 3   | 0 | 2 | 1  | 6  | 129 | 142 |

| Datum             |                                             | Ergebnis |                                             | 1. Satz | 2. Satz | 3. Satz |
| ----------------- | ------------------------------------------- | -------- | ------------------------------------------- | ------- | ------- | ------- |
| 11. Dezember 2013 | Joachim Fischer Nielsen Christinna Pedersen | 2-0      | Xu Chen Ma Jin                              | 21-11   | 22-10   |         |
| 11. Dezember 2013 | Tontowi Ahmad Liliyana Natsir               | 1-2      | Sudket Prapakamol Saralee Thungthongkam     | 21-9    | 24-26   | 16-21   |
| 12. Dezember 2013 | Joachim Fischer Nielsen Christinna Pedersen | 2-0      | Sudket Prapakamol Saralee Thungthongkam     | 21-9    | 21-14   |         |
| 12. Dezember 2013 | Tontowi Ahmad Liliyana Natsir               | 0-2      | Xu Chen Ma Jin                              | 21-13   | 16-21   |         |
| 13. Dezember 2013 | Tontowi Ahmad Liliyana Natsir               | 0-2      | Joachim Fischer Nielsen Christinna Pedersen | 19-21   | 12-21   |         |
| 13. Dezember 2013 | Xu Chen Ma Jin                              | 2-0      | Sudket Prapakamol Saralee Thungthongkam     | 21-6    | 21-13   |         |

### Endrunde
|  | Halbfinale | Halbfinale                                  | Halbfinale | Halbfinale | Halbfinale |  |  | Finale | Finale                                      | Finale | Finale | Finale |
|  |            |                                             |            |            |            |  |  |        |                                             |        |        |        |
|  |            |                                             |            |            |            |  |  |        |                                             |        |        |        |
|  | 1          | Zhang Nan Zhao Yunlei                       | 21         | 21         |            |  |  |        |                                             |        |        |        |
|  |            | Chan Peng Soon Goh Liu Ying                 | 17         | 10         |            |  |  |        |                                             |        |        |        |
|  |            |                                             |            |            |            |  |  | 1      | Zhang Nan Zhao Yunlei                       | 21     | 19     | 10     |
|  |            |                                             |            |            |            |  |  | 4      | Joachim Fischer Nielsen Christinna Pedersen | 12     | 21     | 21     |
|  |            | Xu Chen Ma Jin                              | 8          | 3r         |            |  |  |        |                                             |        |        |        |
|  | 4          | Joachim Fischer Nielsen Christinna Pedersen | 21         | 11         |            |  |  |        |                                             |        |        |        |
|  |            |                                             |            |            |            |  |  |        |                                             |        |        |        |